# Goeldia tizamina
Goeldia tizamina is een spinnensoort in de taxonomische indeling van de rotskaardespinnen (Titanoecidae).
Het dier behoort tot het geslacht Goeldia. De wetenschappelijke naam van de soort werd voor het eerst geldig gepubliceerd in 1938 door Ralph Vary Chamberlin  & Wilton Ivie.